# Spoil Five
Spoil Five (englisch „Zerstöre die Fünf“) ist ein Kartenspiel für zwei bis acht Spieler. Es ist eine Variante des irischen Nationalspiels Twenty-Five (irisch Cúig Fichead) und durch das Altenburger Regelbuch auch in Deutschland bekannt und gespielt. Ziel des Spiels ist es, zu verhindern, dass ein anderer Spieler fünf Stiche erhält.

## Spielregeln
Spoil Five wird mit 52 Karten gespielt. Die Rangordnung der Farben ist:
- Herz: K, D, B, 10, 9, 8, 7, 6, 5, 4, 3, 2
- Karo: K, D, B, 10, 9, 8, 7, 6, 5, 4, 3, 2, A
- Pik: K, D, B, A, 2, 3, 4, 5, 6, 7, 8, 9, 10
- Kreuz: K, D, B, A, 2, 3, 4, 5, 6, 7, 8, 9, 10

Eine der Farben wird zur Trumpffarbe, deren Rangfolge dann lautet:
- 5, B, Herz-Ass, A, K, D, 10, 9, 8, 7, 6, 4, 3, 2 bei roter Trumpffarbe
- 5, B, Herz-Ass, A, K, D, 2, 3, 4, 6, 7, 8, 9, 10 bei schwarzer Trumpffarbe

Der Geber teilt zunächst an alle Mitspieler zwei und in der zweiten Runde drei Karten aus. Der Geber deckt anschließend die folgende Karte auf, deren Farbe nun die Trumpffarbe ist. Wer das Trumpf-Ass besitzt, kann die aufgedeckte Trumpfkarte gegen eine andere Karte aus seinem Blatt austauschen, nachdem er „Trumpf Ass!“ in die Spielerrunde gerufen hat. Der Besitz des Trumpf-Asses kann jedoch auch verschwiegen werden; in diesem Fall kann die Karte nicht ausgetauscht werden.
Jeder Spieler darf nun der Reihe nach bedienen oder mit einem Trumpf stechen. Trumpf muss immer bedient werden; wem dies nicht möglich ist, muss eine andere Karte abwerfen. Das Spiel ist gewonnen, wenn ein Spieler drei Stiche erreicht hat. Spielt der Gewinner weiter, muss er einen Durchmarsch mit fünf Stichen erreichen. Gelingt ihm dies nicht, sind auch seine ersten drei Stiche ungültig. Der Gewinner erhält pro Stich zweimal so viele Punkte wie es Spieler gibt.